# Jim Fullington
James "Jim" Fullington (født d. 16. juni 1963) var en amerikansk fribryder, der tidligere har kæmpet for bl.a. WCW, XPW, WWE og naturligvis ECW som The Sandman. Mens han kæmpede for WCW var han kendt som Hardcore icon.
Desuden har James været 5 gange ECW mester. James er mest kendt for sin tid hos ECW hvor han blev kendt som en ECW original og kendt for sin tendens til at have en pind ved sin side som nedlagde mange af sandmans  modstandere.